# Berkenye
Berkenye è un comune dell'Ungheria di 648 abitanti (dati 2001). È situato nella contea di Nógrád.